# Xã Bull Moose, Quận Wells, Bắc Dakota
Xã Bull Moose (tiếng Anh: Bull Moose Township) là một xã thuộc quận Wells, tiểu bang Bắc Dakota, Hoa Kỳ. Năm 2010, dân số của xã này là 34 người.